# Накис Кулас
Накис Кулас (на гръцки: Νάκης Κούλας) е гръцки революционер, деец на Гръцката въоръжена пропаганда в Македония в Сярско.

## Биография
Накис Кулас е роден в македонския град Сяр, който тогава е в Османската империя. По професия е касапин. На 1 август 1905 година е сред създателите е на серския силогос „Орфей“. По време на периода на така наречената Македонска борба е агент от I ред на гръцкото консулство.
Името му носи улица в Сяр.